# Yeti

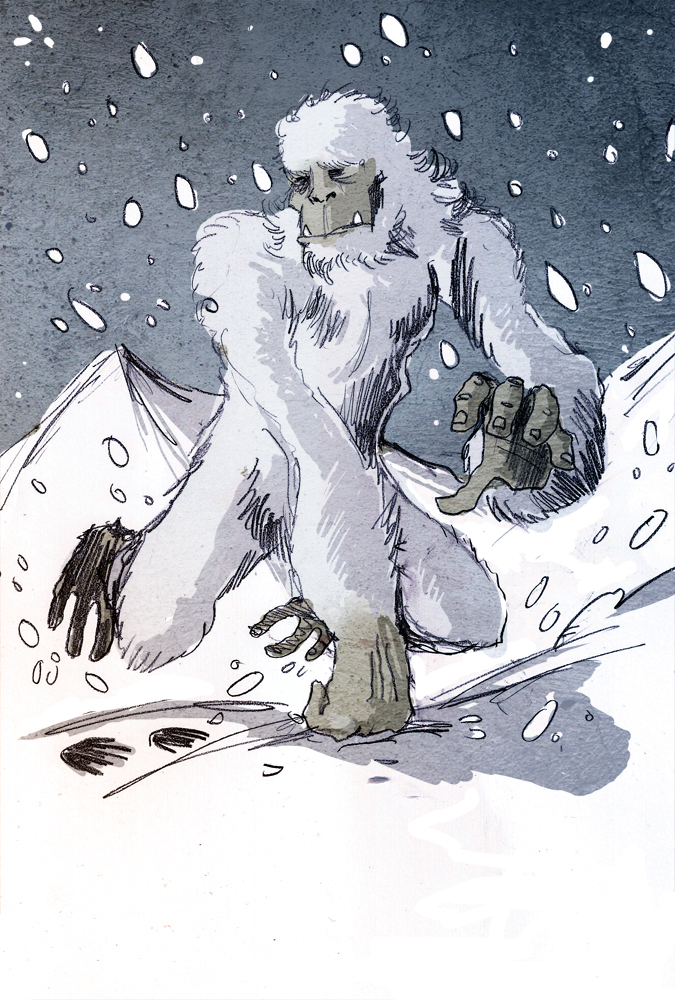
Yeti

Yeti se presupune a fi un animal sau ipotetic om primitiv, de pe versantul sudic al munților Himalaya, cunoscut și ca „omul zăpezilor” sau „omul pădurii”.
Conform descrierilor celor care pretind că l-au văzut, are înălțimea unui om (1,50 - 1,80 m), iar corpul său este acoperit cu păr de culoare ruginie, uneori chiar gri. Capul este de formă conică, cu bărbia proeminentă și gura lipsită de buze. Picioarele sale sunt scurte dar late, iar cel de-al doilea deget este mai lung decât degetul mare, ceea ce face urmele sale să fie foarte ușor diferențiate de cele omenești.
Zonele în care făptura este semnalată au o densitate a populației foarte mică, așa că întâlnirile cu Yeti sunt rare. Totuși, au existat câteva cazuri, pe care le relatăm în continuare.
În august 1948, un nepalez cu cei doi fii ai săi se aflau pe un platou situat la 6000 metri altitudine, unde căutau o plantă medicinală rară, cu efect tonifiant. Într-o dimineață, unul din copii, plecat singur prin pădure, a auzit foșnete în tufișuri, însoțite de un fel de mormăit înfiorător. Speriat, băiatul a făcut câțiva pași timizi spre locul de unde venea zgomotul. Brusc, vântul și-a schimbat direcția, iar nasul copilului a fost asaltat de un miros insuportabil. După câteva clipe, el a văzut o siluetă uriașă alergând foarte repede. Făptura semăna cu un om, dar avea corpul acoperit în întregime cu blană maro închis. Nu i-a zărit chipul, dar i-a remarcat umerii lați, precum și mersul foarte ciudat, alcătuit dintr-o alternanță de pași și salturi. Când s-a întors la locul de popas i-a povestit întâmplarea tatălui său și atunci a aflat că făcuse cunoștință cu Yeti, Omul Zăpezilor.
În timpul unei expediții pe muntele Everest, în anul 1954, o echipă de cercetători descoperea o serie de picturi înfățișându-l pe Omul Zăpezilor. Deși nu era nicio urmă de o astfel de creatură, nu mică le-a fost surpriza cercetătorilor să descopere în zăpadă un scalp de Yeti, rezultat probabil, dintr-o luptă pe viață și pe moarte între doi masculi. A doua zi de dimineață, membrii echipei de specialiști aveau să descopere în zăpadă niște urme uriașe de pași, de o formă cel puțin bizară. Așa a fost posibilă prima experiență medicală a unor urme concrete ale celebrului Yeti.
În anul 1967, americanul Roger Patterson a avut și el ocazia de a se întâlni cu Yeti, în timp ce hoinărea prin sălbăticia Munților Sierra Nevada, în nordul Californiei. Mai mult, el l-a făcut imediat înconjurul lumii. Masiva creatură, acoperită în întregime cu blană, privea direct spre obiectiv mirată, dar nu speriată, poate cu reproș pentru atentatul la intimitatea sa. După câte se pare, a fost deranjată în timp ce pescuia într-un râu, la marginea unei păduri. Specialiștii au trecut imediat la analiza fotografiei și, practic, este vorba despre prima poză în care era surprins chipul acestei enigmatice vietăți, toate celelalte fotografii anterioare arătând doar urme adâncite în noroi sau zăpadă.
Dată fiind raritatea situațiilor în care a fost văzut, specialiștii au tras concluzia că Yeti are o mobilitate excepțională, putând parcurge câțiva zeci de kilometri într-o zi, precum și o abilitate unică în a se feri de prezența oamenilor. Trăiește doar în munți, la înălțimi foarte mari, în zonele de nepătruns, și coboară în locuri accesibile oamenilor doar atunci când pe teritoriile sale nu mai găsește suficientă hrană. De aceea poate fi văzut atât de rar. Recent, în nord-estul Indiei, au fost descoperite două fire de păr, lungi de 33 respectiv 44 de milimetri, pe care specialiștii au fost incapabili să le asocieze cu vreo specie cunoscută de mamifer. În urma analizei minuțioase a mostrelor, zoologii au decretat că aceasta aparține unei specii necunoscute de primată, de statură foarte mare, al cărui mediu de viață este unul foarte aspru, și au recunoscut că este posibil să fie vorba chiar de Omul Zăpezilor.
În căutarea lui Yeti s-au organizat multe expediții și s-au scris multe cărți despre el. Misterul acestei creaturi nu a fost dezlegat încă în totalitate, dar se pare că adevărul este pe cale să iasă la iveală.
În 2012, profesorul Bryan Sykes (Universitatea Oxford) și Michel Sartori, directorul Muzeului de Zoologie din Lausanne, au lansat o inițiativă internațională cunoscută sub numele Oxford-Lausanne Collateral Hominid Project pentru a colecta și analiza probe ADN presupuse a proveni de la Yeti. În iulie 2014, rezultatele analizelor au fost publicate în Proceedings of the Royal Society B, sub titlul „Genetic analysis of hair samples attributed to Yeti, Bigfoot and other anomalous primates”. Cercetătorii susțin că majoritatea probelor analizate provin de la animale cunoscute, iar două ar putea fi o specie necunoscută de urs. 